# Олимпия (кино в Драма)
Вижте пояснителната страница за други значения на Олимпия.
„Олимпия“ (на гръцки: Κινηματοθέατρο „Ολύμπια“) е кинотеатър, емблематична сграда в центъра на македонския град Драма, Гърция, едно от най-старите запазени кина в Гърция.
Киното е разположено на улица „Елевтериос Венизелос“, в самия център на Стария град, срещу старата катедрала „Въведение Богородично“. Построено е в началото на 20-те години на XX век от еврейската община в града. Името му първоначално е „Мегас Александрос“ (Александър Велики), а в 1940 година е прекръстено на „Олимпия“. Сградата е откупена от драмската община и се използва за културни мероприятия. Всяка година през септември там се провежда Гръцкият драмски международен фестивал на късометражния филм, който продължава една седмица.